# Anna Skácelová
Anna Skácelová (4. prosince 1922 – ???) byla česká a československá politička Komunistické strany Československa, poslankyně České národní rady, Sněmovny národů a Sněmovny lidu Federálního shromáždění za normalizace.

## Biografie
K roku 1969 se uvádí jako členka JZD Unčovice, okres Olomouc.
Po provedení federalizace Československa usedla do Sněmovny národů Federálního shromáždění. Mandát nabyla až dodatečně v březnu 1971. Nominovala ji Česká národní rada, v níž rovněž zasedala. Ve volbách roku 1971 přešla do Sněmovny lidu (volební obvod Severomoravský kraj) a mandát zde obhájila i ve volbách roku 1976 (obvod Olomouc III).